# Põlva kommun
Põlva kommun (estniska: Põlva vald) är en kommun i landskapet Põlvamaa i sydöstra Estland. Kommunen ligger cirka 200 kilometer sydost om huvudstaden Tallinn. Staden Põlva utgör kommunens centralort.
Den 26 oktober 2013 uppgick Põlva stad i Põlva kommun.
Den nuvarande kommunen bildades den 22 oktober 2017 genom en sammanslagning av de fem dåvarande kommunerna Ahja, Laheda, Mooste, Põlva och Vastse-Kuuste.

## Geografi
Terrängen i Põlva vald är platt.

## Orter
I Põlva kommun finns en stad, tre småköpingar samt 70 byar.

### Städer
- Põlva (centralort)

### Småköpingar
- Ahja
- Mooste
- Vastse-Kuuste

### Byar
- Aarna
- Adiste
- Akste
- Andre
- Eoste
- Himma
- Himmaste
- Holvandi
- Ibaste
- Jaanimõisa
- Joosu
- Kaaru
- Kadaja
- Kanassaare
- Karilatsi
- Kastmekoja
- Kauksi
- Kiidjärve
- Kiisa
- Kiuma
- Koorvere
- Kosova
- Kähri
- Kärsa
- Lahe
- Laho
- Leevijõe
- Logina
- Loko
- Lootvina
- Lutsu
- Mammaste
- Meemaste
- Metste
- Miiaste
- Mustajõe
- Mustakurmu
- Mõtsküla
- Naruski
- Nooritsmetsa
- Orajõe
- Padari
- Partsi
- Peri
- Pragi
- Puskaru
- Puuri
- Rasina
- Roosi
- Rosma
- Savimäe
- Soesaare
- Suurküla
- Suurmetsa
- Säkna
- Säässaare
- Taevaskoja
- Terepi
- Tilsi
- Tromsi
- Tännassilma
- Uibujärve
- Valgemetsa
- Valgesoo
- Vana-Koiola
- Vanaküla
- Vanamõisa
- Vardja
- Viisli
- Vooreküla